# Come se non fosse stato mai amore
Come se non fosse stato mai amore è un brano musicale della cantante italiana Laura Pausini. È il terzo singolo estratto il 25 marzo 2005 dall'album Resta in ascolto del 2004.

## Il brano
La musica è composta da Daniel Vuletic; il testo è scritto da Laura Pausini e Cheope; l'adattamento spagnolo è di León Tristán.
La canzone viene tradotta in lingua spagnola con il titolo Como si no nos hubiéramos amado, inserita nell'album Escucha ed estratta come 3° singolo in Spagna e in America Latina.
I 2 brani vengono trasmessi in radio; vengono realizzati i 2 videoclip.

## Il video
Il video della canzone (in lingua italiana e in lingua spagnola) è stato diretto dal regista Gaetano Morbioli e girato a Parigi alla fine di marzo del 2005, durante una pausa del World Tour 2005 di Laura Pausini. La cantante, con l'unica compagnia di una chitarra, è protagonista del videoclip, incentrata su una storia d'amore finita.
Nel 2006 il videoclip di Come se non fosse stato mai amore viene inserito nel CD-ROM Io canto Greek Edition.
Il videoclip del brano Como si no nos hubiéramos amado viene inserito nell'album Escucha CD+DVD Edition.

## Tracce
CDS - Promo 15322 Warner Music Italia
1. Come se non fosse stato mai amore

CDS - Promo PCD021 Warner Music Spagna-Latina
1. Como si no nos hubiéramos amado

Download digitale
1. Come se non fosse stato mai amore
2. Como si no nos hubiéramos amado

## Formazione
- Laura Pausini – voce
- Celso Valli –  tastiera, pianoforte
- Massimo Varini – chitarra elettrica, chitarra acustica
- Paolo Gianolio – chitarra acustica
- Michele Vanni – chitarra acustica
- Cesare Chiodo – basso
- Alfredo Golino – batteria

## Pubblicazioni
Come se non fosse stato mai amore viene inserita in una versione rimasterizzata nell'album 20 - The Greatest Hits del 2013; in versione Live negli album Live in Paris 05 del 2005 (Medley audio e video), San Siro 2007 del 2007 (audio e video), Laura Live World Tour 09 del 2009 (audio e video), Inedito - Special Edition del 2012 (video) e Fatti sentire ancora/Hazte sentir más del 2018 (video).
Come se non fosse stato mai amore viene inoltre inserita nelle compilation Festivalbar Blu 2005 e Acoustic Love Songs del 2005 e Radio Italia Gold del 2009.
Como si no nos hubiéramos amado viene inserita in una versione rimasterizzata nell'album 20 - Grandes Exitos del 2013; in versione Live negli album Laura Live Gira Mundial 09 del 2009 (audio e video) e Inédito - Special Edition del 2012 (video).

## Interpretazioni dal vivo
Il 22 dicembre 2013 Laura Pausini esegue il brano Come se non fosse stato mai amore in versione live in duetto con la cantante italiana Emma al Mediolanum Forum d'Assago, tappa del The Greatest Hits World Tour 2013-2015.
Il 2 marzo 2014 Laura Pausini esegue il brano Come si no nos hubiéramos amado in versione live in duetto con il cantante portoricano Luis Fonsi al  James L. Knight di Miami, tappa del The Greatest Hits World Tour 2013-2015.

## Riconoscimenti
Nel 2005 con il brano Come se non fosse stato mai amore Laura Pausini partecipa in estate al Festivalbar e riceve il premio Miglior Tour dell'anno, per gli oltre 60 concerti in tutto il mondo
Inoltre nel 2007 con il brano Como si no nos hubiéramos amado Laura Pausini si aggiudica l'ASCAP Latin Music Awards nella categoria Miglior brano Pop.

## Classifiche
Posizioni massime
| Classifica (2005-2006)       | Posizione |
| ---------------------------- | --------- |
| Stati Uniti (Latin Song)     | 10        |
| Stati Uniti (Latin Pop Song) | 1         |